# Байжансайское месторождение
Байжансайское месторождение свинцовых руд — расположено в районе Байдибека Южно-Казахстанской области. Геолого-разведочные работы начаты в 1930 году. Месторождение образовано в девоне—карбоне на пересечении Аксуранской синклинали и Байжансайского разлома. Литолого-петрографический состав включает красноцветные песчаники, мелкогалечниковый конгломерат, алевролиты (Тюлькибасский слой) и карбонатные отложения. Мощность вмещающих пород 200—250 м.
Главные рудные минералы — галенит, в меньшей степени пирит и сфалерит. Длина рудного тела в верхних горизонтах 340 м, с глубиной уменьшается до 150 м. Мощность 0,5—3,0 м, иногда до 11 м. Руды месторождения являются сырьевой базой Шымкентского свинцового завода.